# Короткі історії
«Короткі історії» — анімаційний фільм 1970 року Творчого об'єднання художньої мультиплікації студії Київнаукфільм, режисер — Давид Черкаський.

## Сюжет
- «Діоген з Синопу» — поки Діоген жив у бочці, він зайнмався наукою. Отримавши квартиру — весь час витрачав на придбання меблів. З відчаю відлюдник знову замешкав у бочці.
- «Як Панурґ втопив у морі купця і його баранів»[2] — Панурґ купив у дуже жадібного купця барана-вожака, скинув його у море і все стадо послідувало за вожаком. Весело оповідаючи про це друзям, він затаїв, що сам ледве втримався від стадного інстинкту.[1]